# Бубе, Андреас
Андреас Яртбро Бубе (дат. Andreas Hjartbro Bube; род. 13 июля 1987, Гладсаксе, Дания) — датский легкоатлет, специализирующийся в беге на 800 метров. Серебряный призёр чемпионатов Европы (2012, 2017 — в помещении). Многократный чемпион Дании. Участник летних Олимпийских игр 2012 и 2016 годов.

## Биография
Тренируется у Йонни Багге в легкоатлетическом клубе Bagsværd в родном городе Гладсаксе.
Начинал свою спортивную карьеру как спринтер: представлял Данию на юношеских и юниорских соревнованиях в беге на 400 метров и 400 метров с барьерами, однако высоких результатов не добился. В 2010 году принял решение сменить специализацию, сделав акцент на дистанции 800 метров.
На чемпионате мира 2011 года он смог дойти до полуфинала, где показал девятое время (1.45,48 — личный рекорд). В следующем сезоне Андреас стал серебряным призёром чемпионата Европы, уступив только олимпийскому чемпиону Юрию Борзаковскому. На этапе Бриллиантовой лиги в Монако установил личный рекорд 1.44,89, а затем участвовал в Олимпийских играх в Лондоне (не смог выйти в полуфинал).
В 2014 году занял четвёртое место в финале чемпионата Европы с лучшим результатом в сезоне 1.45,21.
На вторых в карьере Олимпийских играх в Рио-де-Жанейро пробился в полуфинал, где показал 16-е время среди всех участников.
На чемпионате Европы в помещении 2017 года уступил только поляку Адаму Кщоту и во второй раз стал вице-чемпионом Европы.

## Основные результаты
| Год  | Турнир                          | Место проведения         | Дисциплина       | Место       | Результат |
| ---- | ------------------------------- | ------------------------ | ---------------- | ----------- | --------- |
| 2003 | Европейский юношеский фестиваль | Париж, Франция           | 400 м с/б        | 17-е (заб.) | 56,89     |
| 2005 | Чемпионат Европы среди юниоров  | Каунас, Литва            | 400 м с/б        | 18-е (заб.) | 53,05     |
| 2006 | Чемпионат мира среди юниоров    | Пекин, Китай             | 400 м с/б        | 20-е (1/2)  | 53,35     |
| 2006 | Чемпионат мира среди юниоров    | Пекин, Китай             | эстафета 4×400 м | 15-е (заб.) | 3.16,94   |
| 2007 | Чемпионат Европы среди молодёжи | Дебрецен, Венгрия        | 400 м с/б        | 18-е (заб.) | 52,81     |
| 2009 | Чемпионат Европы в помещении    | Турин, Италия            | 400 м            | 22-е (заб.) | 48,02     |
| 2009 | Чемпионат Европы среди молодёжи | Каунас, Литва            | 400 м            | 14-е (1/2)  | 46,97     |
| 2009 | Чемпионат Европы среди молодёжи | Каунас, Литва            | эстафета 4×400 м | 10-е (заб.) | 3.17,15   |
| 2010 | Чемпионат Европы                | Барселона, Испания       | 800 м            | 26-е (заб.) | 1.51,91   |
| 2010 | Чемпионат Европы                | Барселона, Испания       | эстафета 4×400 м | 15-е (заб.) | 3.09,04   |
| 2011 | Чемпионат Европы в помещении    | Париж, Франция           | 800 м            | 23-е (заб.) | 1.53,18   |
| 2011 | Чемпионат мира                  | Тэгу, Южная Корея        | 800 м            | 9-е (1/2)   | 1.45,48   |
| 2012 | Чемпионат Европы                | Хельсинки, Финляндия     | 800 м            | 2-е         | 1.48,69   |
| 2012 | Олимпийские игры                | Лондон, Великобритания   | 800 м            | 16-е (заб.) | 1.46,40   |
| 2013 | Чемпионат Европы в помещении    | Гётеборг, Швеция         | 800 м            | 19-е (заб.) | 1.51,88   |
| 2014 | Чемпионат Европы                | Цюрих, Швейцария         | 800 м            | 4-е         | 1.45,21   |
| 2014 | Чемпионат Европы                | Цюрих, Швейцария         | эстафета 4×400 м | 13-е (заб.) | 3.08,12   |
| 2015 | Чемпионат мира                  | Пекин, Китай             | 800 м            | 36-е (заб.) | 1.48,94   |
| 2016 | Чемпионат Европы                | Амстердам, Нидерланды    | 800 м            | 9-е (1/2)   | 1.47,55   |
| 2016 | Олимпийские игры                | Рио-де-Жанейро, Бразилия | 800 м            | 16-е (1/2)  | 1.45,87   |
| 2017 | Чемпионат Европы в помещении    | Белград, Сербия          | 800 м            | 2-е         | 1.49,32   |